# 杜利亚皮诺农村居民点
杜利亚皮诺农村居民点（俄语：Дуляпинское сельское поселение）是俄罗斯联邦伊万诺沃州富尔马诺夫区所属的一个农村居民点。其下辖有17个居民点，行政中心为杜利亚皮诺。据2016年统计，该农村居民点的人口为1401人。